# 누리시 료
누리시 료(일본어: 塗師 亮, 1986년 5월 1일 ~ )는 일본의 전 축구 선수이다.

## 구단 경력
과거 도쿄 베르디에서 활동하였다.